# Копаев, Олег Павлович
Оле́г Па́влович Копа́ев (28 ноября 1937, Елец, Орловская область — 3 апреля 2010, Москва) — советский футболист и тренер. Мастер спорта СССР (1960).
Играл на месте нападающего за СКА (Ростов-на-Дону) и сборную СССР. В чемпионатах СССР провёл 259 матчей, забил 119 голов. Вице-чемпион чемпионата СССР по футболу 1966 года. Один из самых результативных форвардов советского футбола.

## Биография
С детства занимался спортом (коньки, хоккей, легкая атлетика), в 18 лет стал чемпионом Липецкой области по метанию копья и конькобежному многоборью.
В футбол начал играть в елецком «Спартаке», после по призыву попал в воронежский ОДО. Из Воронежа перешёл в ЦСК МО, тренировался с дублем у Григория Федотова. В основном составе закрепиться не сумел и был переведён в СКВО (Львов), где тренировался под началом Владимира Никанорова. Из Львова был направлен в Ростов-на-Дону, где и играл до конца карьеры. За ростовский клуб провёл в чемпионатах СССР 257 игр, забил 119 мячей.
Обладал плотным, мощным ударом. Освоил сухой лист, бил с лёта и полулёта. Одной из сильнейших сторон, как футболиста, было умение играть на «втором этаже»: головой забивал примерно каждый третий гол. При этом бил пенальти только один раз в жизни, говоря что «это лотерея. Промазал — сожрут с потрохами. Так что я исполнять не рвался».
Дебютировал в 26 лет за олимпийскую сборную СССР в товарищеском матче против сборной ГДР 7 июня 1964 года и забил гол (1:1). Это был единственный матч Копаева за олимпийскую сборную.
За главную сборную СССР впервые сыграл 21 ноября 1965 года в Рио-де-Жанейро в товарищеском матче со сборной Бразилии во главе с Пеле (2:2). Провёл на поле все 90 минут. Всего за сборную СССР провёл 6 матчей в 1965—1966 годах и не забил ни одного мяча. В 6 матчах с участием Копаева сборная СССР одержала 3 победы (над Уругваем, Австрией и Чехословакией) и 3 раза сыграла вничью (с Бразилией, Аргентиной и Швейцарией). Все 6 матчей были сыграны в гостях.

## Карьера после футбола
После окончания карьеры футболиста немного проработал тренером дубля СКА (Ростов-на-Дону). Затем перешёл на военную работу и в течение пяти лет служил в Группе советских войск в ГДР в городе Эльсталь (бывший Олимпишесдорф).
По возвращении в СССР окончил академию гражданской обороны. Был начальником штаба гражданской обороны дзержинского района города Москвы. В 1989 демобилизовался, полковник запаса. Работал в магазине «Океан», затем в Департаменте здравоохранения Москвы по линии гражданской обороны. Похоронен на Троекуровском кладбище.

## Семья
Жена — Тамара Кузьминична, с которой познакомились в Ростове и поженились в 1960 году.
Дочь — Наталья (род. в 1966 году), окончила Строгановское училище. Работает в реставрационных мастерских Исторического музея.

## Достижения
- Серебряный призёр чемпионата СССР: 1966
- Член клуба Григория Федотова: 123 гола
- Лучший бомбардир чемпионата СССР: 1963 (27 голов), 1965 (18 голов)
- В списках 33 лучших футболистов сезона в СССР: № 1 — 1965; № 2 — 1963; № 3 — 1966